# 红胁火尾雀
红胁火尾雀（学名：Oreostruthus fuliginosus），是梅花雀科的一种，分布于印度尼西亚和巴布亚新几内亚。该物种的保护状况被评为无危。
红胁火尾雀的平均体重约为19.0克。栖息地包括亚热带或热带的高海拔疏灌丛和亚热带或热带的湿润山地林。